# Règim fluvial
El règim fluvial o règim hidrològic és el conjunt dels factors hidrogràfics que determinen el cabal d'un riu o dels rius que formen una conca hidrogràfica. Les variacions estacionals o el cabal mitjà de per mes són les més utilitzades per assenyalar la natura dels grans grups fluvials. Se'n sol representar les variacions mitjançant un gràfic que es diu hidrograma.
Altres factors que intervenen en el règim fluvial: les crescudes i els estiatges, és a dir, els cabals extrems; les condicions d'escolament, que depenen del pendent i de la geometria i la rugositat de la secció, la permeabilitat del substrat del riu així com els transports de sòlids, tant pel que fa a la seva granulometria com a la seva quantitat.
Des dels estudis del geograf francès Maurice Pardé (1893-1973) es distingeixen tres tipus de règim segons l'origen de les aigues: el règim simple, el règim mixt i el règim complex. Generalment, la complexitat del règim augmenta amb la longitud del cos d'aigua i la superfície de la conca. En rius de règim complex, les diferències de règim dels afluents tendeixen a moderar els extrems al riu principal. El règim influeix també en la flora i la fauna que hi troba el seu hàbitat en el llit i en les riberes inundables.
Al règim simple es distingeixen, segons l'origen principal de l'aigua:
- el règim glacial: cabal elevat d'estiu, per la fosa de la neu, cabal baix des la fi de la tardor, l'hivern i principi de la primavera, el cabal màxim arriba al juliol-agost
- el règim nival: comparable al règim glacial, però amb variacions menys extrems, els cabals alts arriben al període d'abril a juny, com ara els rius i torrents del Pirineu, que més avall esdevenen nivopluvials.[6]
- el règim pluvial: cabal elevat l'hivern, cabal molt baix l'estiu fins a cabal zero, amb irregularitat doguda als «capritxos meteorològics».
- el règim pluvial mediterrani: uns cabals forts amb augments sobtats a la primavera i tardor i eixuts a l'estiu que poden reduir el riu a una successió de basses[2] o períodes on romanen pràcticament secs.[7]
- el règim pluvial tropical amb variacions estacionals més extremes que el règim pluvial en zones de clima moderat.

Al règim mixt hi ha el règim nivoglacial, nivopluvial i pluvionival. Exemples de rius de règim pluvionivals als països catalans són el Ter i el Llobregat.
Per la construcció d'embassaments, l'home pot regular el règim natural d'un riu, entre d'altres per crear reserves d'aigua pel rec o per actuar molins i centrals hidràulics així com per reduir el risc d'aigües altes. Sobretot a la conca mediterrània, la sobreexplotació de l'aigua podria assecar definitivament molts rius amb un efecte nefast en la biodiversitat i la disparició de moltes fonts. Aquestes intervencions no només intervenen en el cabal, sinó també en l'aportació de sediments a la desembocadura, el que pot minvar les platges i deltes per la ruptura de l'equilibri entre l'aportació pel riu i l'erosió per les tempestes marítimes.